# Conde de Arganil
Conde de Arganil es un título nobiliario portugués asociado con el oficio eclesiástico de obispo de Coímbra. Por ello, sus titulares siempre han sido designados desde su concesión como Obispos-Condes.
El título de Conde de Arganil fue instituido por Carta del 25 de septiembre de 1472 del Rey D. Afonso V a favor del vigésimo Prior del Monasterio de Santa Cruz de Coímbra y 36º Obispo de Coímbra, D. João Galvão, como recompensa por su participación en la conquista de Arzila y Tánger. A partir de entonces, todos sus sucesores en la catedral de Coímbra utilizaron ese título nobiliario, siendo conocidos y designados, en definitiva, "obispos-condes".
Ya a mediados del siglo XX, Mons. Don Ernesto Sena de Oliveira dejó de usarlo y, desde esa fecha, los sucesivos condes de Arganil no han hecho uso de este título, aunque nunca lo han rechazado.

## Condes de Arganil
- 1. Dom João (VI) Galvão (1460-1481)
- 2. Dom Jorge (II) de Almeida (1481-1543)
- 3. Dom Frei João (VII) Soares[2] (1545-1572)
- 4. Dom Frei Manuel (I) de Meneses (1573-1578)
- 5. Dom Frei Gaspar do Casal (1579-1584)
- 6. Dom Afonso (III) de Castelo-Branco (1585-1615)
- 7. Dom Afonso (IV) Furtado de Mendonça (1616-1618)
- 8. Dom Martim Afonso Mexia (1619-1623)
- 9. Dom João (VIII) Manuel (1625-1633)
- 10. Dom Jorge (III) de Melo (1636-1638)
- 11. Dom Joane Mendes de Távora (1638-1646])
- 12. Dom Manuel de Noronha (1670-1671)
- 13. Dom Frei Álvaro (II) de São Boaventura (1672-1683)
- 14. Dom João (IX) de Melo (1684-1704)
- 15. Dom António (I) Vasconcelos e Sousa (1706-1716)
- 16. Dom Miguel (II) da Anunciação (1740-1779)
- 17. Dom Francisco (I) Lemos de Faria Pereira Coutinho (1779-1822)
- 18. Dom Frei Francisco (II) de São Luís Saraiva (1822-1824)
- 19. Dom Frei Joaquim de Nossa Senhora da Nazaré (1824-1851)
- 20. Dom Manuel (II) Bento Rodrigues da Silva (1851-1858)
- 21. Dom José Manuel de Lemos (1858-1870)
- 22. Dom Manuel (III) Correia de Bastos Pina (1872-1913)

Tras la imposición de la República en Portugal y con el fin del sistema nobiliario, fueron candidatos al título Dom Manuel Luís Coelho da Silva (1913-1936), Dom António Antunes (1936-1948), Dom Ernesto Sena de Oliveira (1948-1967), Dom Francisco Fernandes Rendeiro (1967-1971), Dom João António da Silva Saraiva (1971-1976), Dom João Alves (1976-2001), Dom Albino Mamede Cleto (2001-2011) y, actualmente, Dom Virgílio do Nascimento Antunes (2011-).

## Escudo
Los obispos de Coímbra y condes de Arganil son representados por un escudo de armas que a menudo no sigue las reglas de la heráldica, ya que son armas de fe. Lo que es constante es la forma del escudo: ovalado, coronado por la corona del Conde; por timbre, una cruz, detrás del escudo; a los lados de la corona aparece una mitra, a la derecha, y una vara, a la izquierda, con la espalda abierta hacia abajo. Sobre el timbre, un sombrero semicardenal, negro, forrado de verde y con diez borlas por lado, colgando de dos hilos, todo de seda verde mezclada con hilos de oro. Cabe señalar que el número de borlas es el mismo que el utilizado por los arzobispos de Braga y Évora y se diferencia de estos solo en el color del sombrero.